# Lithosia pseudocomplana
Lithosia pseudocomplana är en fjärilsart som beskrevs av Daniel 1939. Lithosia pseudocomplana ingår i släktet Lithosia och familjen björnspinnare. Inga underarter finns listade i Catalogue of Life.